# Bariba

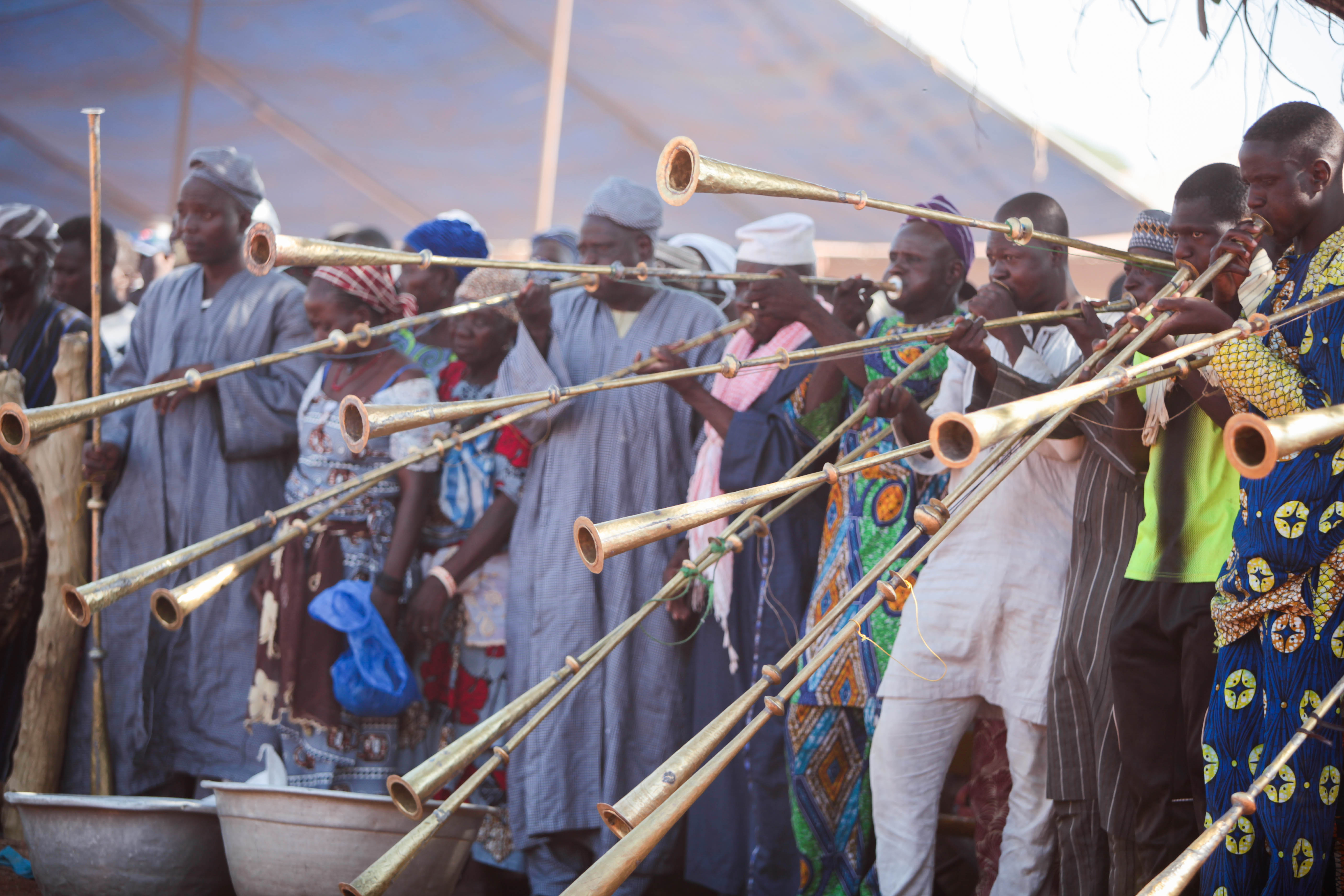
Kankanguis, las trompetas del pueblo Bariba.

El pueblo Bariba que vive en el norte de la República de Benín. Suman unos 450.000 individuos, el 8,5 % de la población del país. Practican las religiones tradicionales, pero ha habido una conversión gradual al islam.
A finales del siglo XVIII se independizaron de los yoruba de Oyo y formaron varios reinos en la región de Borgou. La colonización de Benín (entonces Dahomey) por parte de los franceses, a finales del siglo XIX, y la imposición de una frontera artificial anglo-francesa terminaron con el comercio bariba en la región y destruyeron su poder económico. Durante el periodo colonial, el territorio bariba fue descuidado por los franceses y su desarrollo económico y político quedó retrasado con respecto al resto del país. Las reformas que siguieron al finalizar la Segunda Guerra Mundial permitieron la formación de partidos políticos y los bariba y otros grupos del norte se organizaron enseguida como un partido de orientación septrentrional, convirtiendo la escena política en un campo de batalla étnico. La división norte-sur continúa manifestándose en la política del Benín independiente.
- Datos: Q808185